# متلازمة البقع البيضاء
متلازمة البقع البيضاء (بالإنجليزية: White spot syndrome)‏ هي عدوى فيروسية تصيب روبيان البينيدي. هذا المرض معدي وقاتل بدرجة كبيرة. يقتل الروبيان بسرعة. ويسبب هذه المتلازمة عائلة من الفيروسات تسمى  فيروسات النيما. ويرجع سبب حدوث هذا المرض إلي عائلة من الفيروسات المتقاربة والتي تندرج تحت اسم مركب الفيروسات العصوية لمتلازمة البقعة البيضاء (WSSV) والتي تسبب مرض متلازمة العقدة البيضاء (WSS)

## التاريخ
قد كان أول وباء تم الإبلاغ عنه بسبب ذلك الفيروس في تايوان عام 1992 وعلي الرغم من ذلك جاءت تقارير الخسائر بسبب متلازمة البقعة البيضاء من الصين عام 1993، حيث أدي ذلك إلى انهيار افتراضي في صناعة زراعة الروبيان. وقد تبع ذلك تفشي المرض في اليابان وكوريا في نفس العام، وكذلك تايلاند والهند وماليزيا عام 1994، وبحلول عام 1996 كان الفيروس قد أثر بشدة على شرق آسيا وغربها. وتم الإبلاغ عنه في الولايات المتحدة الأمريكية في أواخر عام 1995، وفي عام 1998 وصل أمريكا الوسطي والجنوبية، وفي المكسيك عام 1999 وعام 2000 في الفلبين وفي المملكة العربية السعودية عام 2011، وحاليا يعرف وجوده في كل المناطق المنتجة للروبيان ماعدا أستراليا.

### الفيرولوجيا (مبحث الفيروسات)
فيروس متلازمة البقعة البيضاء هونوع من الفيروس في جنس whispovirus من عائلة متلازمة البقع البيضاء وهوالنوع الوحيد في تلك العائلة ويخدم ذلك كونه نمط النوع.

#### التصنيف
يعد فيروس متلازمة البقعة البيضاء، فيروس دناوي مزدوج الحبل (ds حمض نووي ريبوزي منقوص الأكسجين virus) حيث يقع في المجموعة 1 في نظام بالتيمور للتصنيف (تصنيف بلتيمور system)

### المجموعة
دناوي مزدوج الحبل (ds DNA)

### الترتيب
لم يعين

### تركيب الفيروس
فيروس متلازمة البقعة البيضاء (WSSV) هوفيروس قضيبي الشكل، مزدوج الحبل، فيروس دناوي DNA، حيث تتراوح أحجام أغلفة جزيئات الفيروس التي تم الإبلاغ عنها بين 240:380 نانومتر في الطول و70:159 نانومتر في القطر وكذلك يتراوح لب قفيصة النواة (nucleocapsid) بين 120:205 في الطول و95: 165 في القطر، ويملك الفيروس غلاف غشائى خارجي دهني مزدوج الطبقة، وأحيانا يكون له زائدة تشبة الذيل علي طرل واحد من الفريون (الجسيم الفيروسي).
وتتكون قفيصة النواة (الغشاء النووي) من 15 من اللوالب الرأسية البارزة التي تقع علي طول المحور الطولي وكل لولب له اثنان من التصدعات (التحززات) المتوازية، مكونة من 14 من القسيمات القفصية الكروية كل منها قطره 8 نانومتر.
| الجنس      | التركيب      | التماثل | القفيصة | الترتيب الجينى | التجزئة الجينومية        |  |
| ---------- | ------------ | ------- | ------- | -------------- | ------------------------ |  |
| Whipovirus | بيضاوى الشكل |         | مغلف    | دائرى          | وحيد الجزء (monopartite) |  |

### الچينوم
وقد تم تجميع تسلسل الحمض النووي كاملة من WSSV الجينوم في تسلسل دائري من 292967 سنة مضت. ويشفر 531 المفترضة إطارات القراءة المفتوحة.
واحد من البروتينات - WSSV449 - لديه بعض التشابه لاستضافة أنبوب البروتين ويمكن أن تعمل مثل أنبوب من خلال تفعيل المسار NF كيلوبايت.

### دورة الحياه
تكاثر الفيروس يكون نووي. النسخ، قالب DNA هوطريقة النسخ. الفيروس يصيب مجموعة المضيف الواسعة بشكل غير عادي من القشريات. وانتقال الفيروس بشكل رئيسي يكون عن طريق الابتلاع عن طريق الفم، والطرق التي تنقلها المياه في المزارع(نقل أفقي)، والانتقال العمودي من القريدس«الأم المصابة» في حالة مفرخات الجمبري.وجود الفيروس في المخزونات الطبيعية من الجمبري، وخاصة في المياه الساحلية المجاورة لمناطق استزراع الجمبري في الدول الآسيوية، ولكن لم يتعين بعد ملاحظة نفوق جماعي من الروبيان البرية.
| الجنس      | تفاصيل المُضيف | النسيج | تفاصيل الدخول | تفاصيل الخروج | موقع التكاثر | موقع التركيب | الانتقال |  |
| ---------- | ------------- | ------ | ------------- | ------------- | ------------ | ------------ | -------- |  |
| Whipovirus | القشريات      |        | غير معروف     | غير معروف     | نووى         | نووى         | الاتصال  |  |

## سريريا
لدي الفيروس مجموعة واسعة من المضيفين. في حين الروبيان يتمكن من البقاء على قيد الحياة مع الفيروس لفترات طويلة من الزمن، ويمكن لعوامل مثل الإجهاد أن يتسبب في انتشار مرض البقع البيضاء (WSD).كان المرض شديد الخطورة ويؤدي إلى معدلات وفيات 100 ٪ في غضون أيام في حالة الروبيان penaeid المستزرع. معظم الروبيان المستزرع penaeid (Penaeus monodon, Marsupenaeus japonicus, Litopenaeus vannamei, and Fenneropenaeus indicus) هي الحاضن الطبيعي للفيروس.تم العثور على العديد من الجمبري غير penaeid أيضا المصابه بشده خلال التحديات التجريبية. (Cherax , Astacus) يتم الإبلاغ عن الروبيان في المياه العذبة (Macrobrachium). العديد من القشريات مثل سرطان البحر crabs (Scylla spp., Portunus spp.) ،جراد البحر الشوكي (Panulirus)، جراد البحر، المصابه ومتغيرة الشده تبعا لمسرح الحياة للمضيف ووجود الضغوطات الخارجية (درجة الحرارة والملوحة والأمراض البكتيرية والملوثات).
وتشمل العلامات السريرية لل WSSV انخفاض مفاجئ في استهلاك الغذاء والخمول، وبشرة فضفاضة وتغيير اللون في كثير من الأحيان يميل إلى الحمرة، ووجود بقع بيضاء من 0,5-2,0 مم في القطر على السطح الداخلي للذراع، الزوائد والبشرة علي قطاعات البطن.

### الباثولوج d
في المضيف، WSSV يصيب طائفة واسعة من الخلايا من الأدمة والأصل أرومية متوسطة. تعتبر التغيرات النسيجية في الظهارة الخيشومية، الغدة antennal، الأنسجة haematopoeitic، النسيج العصبي، والنسيج الضام والأنسجة الطلائية المعوية.
الخلايا المصابة لديها انسداد داخل النواة البارزة، والتي، مبدآيا، تُصبغ «يوزيني»eosinophilic، ولكنها تتلون بالملونات القاعديه مع تقدم العمر؛النواة المتضخمه ذات الكروماتين التهامشي، والمقاصة الحشويه. الباثولوجيا تتضمن نخر الأنسجة واسع النطاق، والتفكك.
تظهر بقع البيضاء على قذيفة من الجمبري المصاب تحت مجهر المسح الإلكتروني الكبيرة، البقع على شكل قبة على درع قياس 0,3-3 ملم في القطر.تظهر بقع بيضاء صغيرة من 0,02-،1 ملم كـ مجالات مرتبطة على سطح بشرة.
التركيب الكيميائي لل بقع مشابه لدرع، والكالسيوم يساهم في تشكيل 80-90 ٪ من إجمالي المواد ومقترح أن يكون مشتقا من التشوهات في البشرة الجليدية.وقد تم الإبلاغ عن عدد من التغيرات البيوكيميائية بعد الإصابة بهذا الفيروس:يقلل استهلاك الجلوكوز وزيادة التركيز مادة اللاكتات في البلازما، زيادة نشاط 6 فوسفات الجلوكوز انخفاض تركيز الدهون الثلاثية.وأيضا قناة أنيون لتنظيم الجهد تعتمد على الحبيبات الخيطية.

### التشخيص
الإصابة بWSSV تختلف من التهابات penaeid الأخرى الموصوفة Yellowhead فيروس (YHV) والمعدية الطبقة الجلدية وفيروس نخر الدم (HHNV) في النتائج النسيجية وصفها بأنه YHV لديها انخفاض في خصوصية الأنسجة، إصابة الأنسجة الظهارية في الأمعاء فقط وHHNV يسبب انسداد داخل النواة التي يتم صبغتها «يوزيني» eosinophillic ولكن لا تتغير على مدار العدوي.
التشخيص السريع والمحدد من الفيروس يمكن أن يتحقق باستخدام تفاعل البوليميراز المتسلسل متداخلة أوكمية.

### العلاج
لا توجد علاجات متاحة لل WSS.

### الوقاية
ويستخدم عدد كبير من المطهرات على نطاق واسع في مزارع الروبيان والمفرخات لمنع تفشي المرض. تخزين البذور الروبيان غير المصابة وتربية لهم بعيدا عن الضغوطات البيئية مع الحذر الشديد لمنع التلوث هي تدابير إدارية مفيدة.
يبدواختيار الموقع، واحد من المفتاح الوقائي الأكثر أهمية في مرض البقعة البيضاء. Kakoolaki وآخرون في عام (2013) أظهرت منطقة مع تقلبات منخفضة نسبيا لارتفاع درجة حرارة الماء (أكثر من 29) من مزارع الروبيان تقع في جنوب إيران، لديها الروبيان أكثر مقاومة ضدWSSV.وعلاوة على ذلك، تدعي شركتان بأنهما قد وضعتا نظاما للوقاية قادر على القضاء على الفيروس من الماء. وتعتمد هذه الأنظمة على تطهير المياه، والسماح للروبيان بالنموفي بيئة أكثر رقابة.

## وصلات خارجية
- المزارع النموذجية لتربية ورعاية الجمبرى وأهم أنواع الجمبرى للدكتور عصام محمد إبراهيم.
- نطاق فيروسي فيروسات النيما